# Aston Martin DB3S
L'Aston Martin DB3S est une voiture de sport de compétition construite par Aston Martin à la suite de l'échec de la lourde et non compétitive DB3 conçue par Eberan Eberhorst. William Watson, assistant d'Eberhorst, présenta un autre projet à John Wyer, responsable compétition chez Aston Martin, dont l'aide était indispensable, car Eberhorst aurait pu s'opposer au projet. Au total, 31 voitures ont été fabriquées, dont 11 voitures usines et 20 voitures clients.

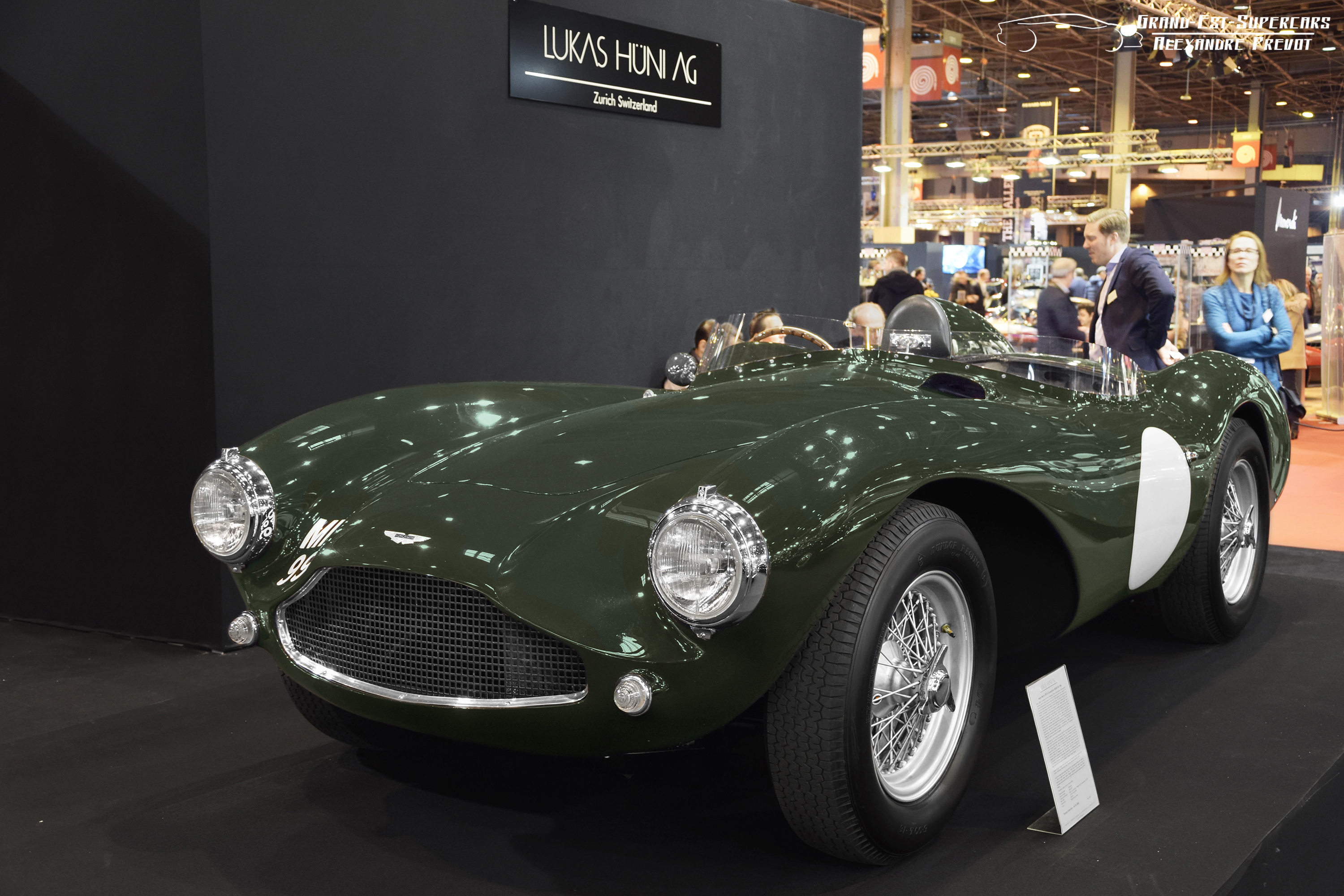
Aston Martin DB3S.

La DB3S a été présentée en 1953 et s'est révélée significativement plus efficace que la DB3. Bien que les DB3S aient échoué au Mans, elles réussirent un doublé au Tourist Trophy de Dundrod lors de la 6e manche du premier Championnat du monde de voitures de sport, aidant Aston Martin à se classer 3e du championnat. De plus, elles remportèrent une victoire hors championnat lors des 9 heures de Goodwood.
En 1954, elles connurent une saison moins bonne avec une troisième place aux 1000 km de Buenos Aires qui fut leur meilleur résultat. Les voitures échouèrent successivement aux 12 heures de Sebring, aux Mille Miglia, au Mans et au Tourist Trophy.
1955 fut un retour des performances. Les Aston Martin ratèrent les deux premiers tours à Buenos Aires et à Sebring. L'unique DB3S engagée aux Mille Miglia ne réussit pas à terminer la course, mais l'équipage Collins/Frere termina 2e au Mans et Walker/Poore remporta une 4e place au Tourist Trophy, derrière les intouchables Mercedes 300 SLR aux trois premières places, ce qui lui permit de terminer 5e du championnat. Il y eut aussi une autre victoire hors championnat aux 9 Heures de Goodwood.
En 1956, la conception de la voiture commençant à dater, Aston Martin mit ses ressources dans le développement de la nouvelle DBR1 ce qui n’empêchât pas la DB3S de terminer 4e à Sebring et 5e aux 1000km du Nurburging. La voiture termina 4e du championnat avec une seconde place au Mans entre les mains de Mousse/Collins, bien qu'à la suite de la catastrophe de 1955 et en raison de la modification de la réglementation, cette dernière course n'ait pas compté pour le championnat.
Pour Aston Martin, il était temps pour la nouvelle DBR1 de prendre le relais en sport. Pourtant, la DB3 réalisa encore un dernier exploit lors des 24 heures du Mans 1958 entre les mains des frères Whitehead, remportant la deuxième place après que toutes les DBR1 usines aient abandonné.
La voiture a remporté le Gran Turismo Trophy 2013 au Concours d'Elegance de Pebble Beach.

## Numéros de châssis
Les 11 voitures d'usine avaient des numéros de châssis de DB3S/1 à DB3S/11, la 11e voiture n'ayant jamais couru avec Aston Martin. Les 20 voitures cliente avait à des numéros de châssis à trois chiffres, de DB3S/101 à DB3S/120. En 1994, une voiture fut assemblée à partir de pièces de rechange d'origine à l'Aston Service de Dorset. Cette voiture comporte le numéro de châssis suivant DB3S/121.

## Coupés
À l'origine, deux Aston Martin DB3S coupés furent fabriqués. Le changement eut pour effet de les rendre plus aérodynamiques que les versions ouvertes. Cependant, elles étaient instables à haute vitesse et s'écrasèrent aux 24 Heures du Mans de 1954. Les deux coupés ont été ensuite reconstruit en versions ouvertes.
Trois voitures client étaient également des coupés.

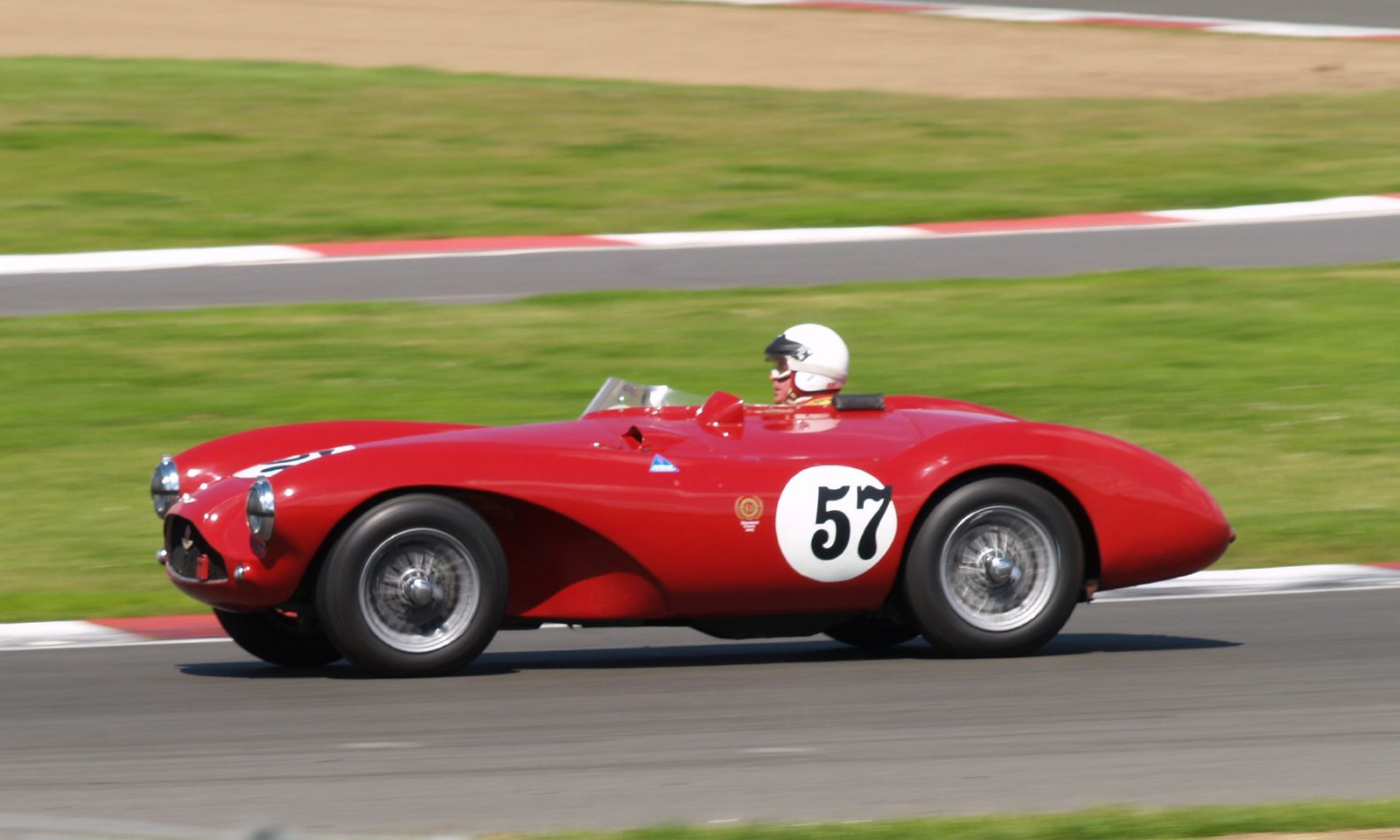
Aston Martin DB3S au Silverstone Classic 2007.

## Résultats sportifs
Liste de victoires par châssis Aston Martin.
- DB3S/1
  - 1953 Charterhall
  - 1953 British Empire Trophy
  - 1953 Charterhall (2)
  - 1953 Château Coombe
  - 1954 Silverstone
- DB3S/2
  - 1953 B. A. R. C. Goodwood
- DB3S/3
  - 1954 Silverstone
- DB3S/4
  - 1953 B. R. D. C. Silverstone
  - 1953 Ulster TT Dundrod
- DB3S/5 - Convertie à partir de la voiture de David Brown
  - 1954 B. O. C. Prescott
  - 1955 B. A. R. C. Crystal Palace
  - 1956 B. A. R. C. Goodwood
  - 1956 B. A. R. C. Aintree
  - 1956 B. A. R. C. Aintree (2)
- DB3S/6 - Coupé transformé en version ouverte
  - 1955 B. R. D. C. Silverstone
- DB3S/7 - Coupé transformé en version ouverte
  - 1955 B. A. R. C. Aintree
  - 1955 Silverston
  - 1955 B. A. R. C. Goodwood
  - 1956 B. A. R. C. Goodwood
- DB3S/8
  - 1955 Course de voiture de production Spa
  - 1955 Oulton Park
- DB3S/9 - Ajout d'un appuie-tête aérodynamique
  - 1956 Daily Herald Trophée International - Oulton Park [2]
- DB3S/10 - Ajout d'un appuie-tête aérodynamique
  - Aucun
- DB3S/11 - Pas couru pour Aston Martin
  - Aucun

## Culture populaire
La voiture fait son apparition dans le jeu Gran Turismo Sport à l'occasion d'une mise à jour en janvier 2019. Le modèle est le châssis N°1 qui remporta le Gran Turismo Trophy 2013 au Pebble Beach Concours d'Elegance.